# Октябрюхов і Декабрюхов
«Октябрюхов і Декабрюхов» — українська радянська чорно-біла німа ексцентрична кінокомедія за сценарієм Володимира Маяковського, написаним з нагоди десятиріччя Жовтневої революції. Про міжособисті стосунки трьох осіб на тлі революційних буднів. Прем'єра фільму відбулася 27 жовтня 1928 року.

## Сюжет
У день весілля Миколи Декабрюхова починається Жовтнева революція. Кинувши молоду, Декабрюхов тікає з країни більшовиків. Його брат Іван Октябрюхов пристосувався до життя в нових умовах, одружується з дружиною Миколи. У цей час повертається Декабрюхов.

## У ролях
- Юрій Васильчиков —  Іван Октябрюхов
- Марк Цибульський —  Микола Декабрюхов
- Марія Єгорова —  дружина Івана
- Дмитро Капка —  гість на весіллі
- Володимир Корш-Саблін —  великий князь Микола Миколайович
- Георгій Астаф'єв —  козачий офіцер
- Леонід Барбе —  опалювач Жан
- Онисим Суслов —  білоемігрант-носій
- Тетяна Токарська —  служниця Октябрюхова

## Знімальна група
- Режисери: Олексій Смирнов, Олександра Іскандер (Смирнова)
- Автор сценарію: Володимир Маяковський
- Оператор: Йосип Гудима
- Художник-постановник: Володимир Мюллер
- Художник-мультиплікатор: Є. Макаров
- Монтаж: Арон Гершкович